# Pastra, Kiustendil
Pastra (în bulgară Пастра) este un sat în comuna Rila, regiunea Kiustendil,  Bulgaria. 

## Demografie
Componența etnică a satului Pastra
     Bulgari (71,55%)
     Nicio identificare (28,44%)
     Altele (0%)
La recensământul din 2011, populația satului Pastra era de 232 locuitori. Din punct de vedere etnic, majoritatea locuitorilor (71,55%) erau bulgari. Pentru 28,44% din locuitori nu este cunoscută apartenența etnică.